# Jannette Burr
Jannette Weston Burr, później Bray i Johnson (ur. 30 kwietnia 1927 w Seattle, zm. 26 lipca 2022) – amerykańska narciarka alpejska, brązowa medalistka mistrzostw świata. 
Wystartowała na mistrzostwach świata w Aspen w 1950 roku, gdzie zajęła 7. miejsce w zjeździe, 14. w slalomie i 19. w gigancie. Podczas rozgrywanych dwa lata później igrzysk olimpijskich w Oslo uplasowała się na 15. pozycji w slalomie, 22. w gigancie, a w zjeździe została zdyskwalifikowana. Brała też udział w mistrzostwach świata w Åre w 1954 roku, gdzie wywalczyła brązowy medal w gigancie. W zawodach tych wyprzedziły ją jedynie Francuzka Lucienne Schmith i Madeleine Berthod ze Szwajcarii. Był to jej jedyny medal zdobyty na międzynarodowej imprezie tej rangi. Dwa dni wcześniej była czwarta w zjeździe, przegrywając walkę o podium z Lucienne Schmith. Na tej samej imprezie uplasowała się na 10. pozycji w kombinacji i 24. w slalomie.

## Osiągnięcia

### Igrzyska olimpijskie
| Miejsce | Dzień     | Rok  | Miejscowość | Konkurencja | Czas biegu | Strata | Zwyciężczyni         |
| ------- | --------- | ---- | ----------- | ----------- | ---------- | ------ | -------------------- |
| 22.     | 14 lutego | 1952 | Oslo        | Gigant      | 2:06,8     | +12,4  | Andrea Mead-Lawrence |
| DSQ     | 17 lutego | 1952 | Oslo        | Zjazd       | 1:47,1     | -      | Trude Jochum-Beiser  |
| 15.     | 20 lutego | 1952 | Oslo        | Slalom      | 2:10,6     | +9,9   | Andrea Mead-Lawrence |

### Mistrzostwa świata
| Miejsce | Dzień     | Rok  | Miejscowość | Konkurencja | Czas biegu | Strata    | Zwycięzca            |
| ------- | --------- | ---- | ----------- | ----------- | ---------- | --------- | -------------------- |
| 19.     | 13 lutego | 1950 | Aspen       | Gigant      | 1:29,6     | +11,5     | Dagmar Rom           |
| 14.     | 15 lutego | 1950 | Aspen       | Slalom      | 1:47,8     | +14,8     | Dagmar Rom           |
| 7.      | 17 lutego | 1950 | Aspen       | Zjazd       | 2:06,6     | +4,1      | Trude Jochum-Beiser  |
| 22.     | 14 lutego | 1952 | Oslo        | Gigant      | 2:06,8     | +12,4     | Andrea Mead-Lawrence |
| DSQ     | 17 lutego | 1952 | Oslo        | Zjazd       | 1:47,1     | -         | Trude Jochum-Beiser  |
| 15.     | 20 lutego | 1952 | Oslo        | Slalom      | 2:10,6     | +9,9      | Andrea Mead-Lawrence |
| 4.      | 2 marca   | 1954 | Åre         | Zjazd       | 1:29,2     | +1,3      | Ida Schöpfer         |
| 3.      | 4 marca   | 1954 | Åre         | Gigant      | 1:38,9     | +2,8      | Lucienne Schmith     |
| 24.     | 6 marca   | 1954 | Åre         | Slalom      | 2:01,93    | +16,45    | Trude Klecker        |
| 10.     | 6 marca   | 1954 | Åre         | Kombinacja  | 4,75 pkt   | +7,70 pkt | Ida Schöpfer         |